# Brüttelen
Brüttelen (Frans (verouderd): Bretiège) is een gemeente en plaats in het Zwitserse kanton Bern, en maakt deel uit van het district Seeland.
Brüttelen telt 581 inwoners.